# Пхопхан

Пхопхан (тайск. พาน, пхан — «поднос») — пхо, 30-я буква тайского алфавита, одна из двух букв «пхо» нижнего класса, имеющих одинаковые правила произношения, но разделённые орфографической традицией, в лаосском алфавите эти буквы объединены в букву пхопху (гора). Как инициаль относится к аксонтамкху (парная нижнего класса), как финаль относится к матре мекоп. В сингальском пали соответствует букве баянна, в бирманском пали — бадэчай.